# Strabologie
Die Strabologie (auch Strabismologie, griechisch στραβός strabós, deutsch ‚Schieler‘) ist eine Spezialdisziplin der Augenheilkunde. Sie beschäftigt sich präventiv, diagnostisch und therapeutisch mit allen Arten und Auswirkungen von Schielerkrankungen, Augenmuskelgleichgewichtsstörungen, Nystagmus und okulär bedingten Kopfzwangshaltungen. Gängige konservative Diagnose- und Therapieverfahren finden sich in der Orthoptik und Pleoptik. Zu den chirurgischen Behandlungen zählen unterschiedlichste Verfahren von Augenmuskeloperationen, die Einfluss auf die Mechanik, Beweglichkeit und Stellung der Augen zueinander nehmen. Neben entsprechend ausgebildeten Augenärzten gehören insbesondere Orthoptisten zu den in der Strabologie tätigen Fachleuten. Ausübung findet dieses Gebiet in entsprechenden Fachabteilungen (umgangssprachlich: Sehschulen), die an fast allen Augenkliniken und in vielen Augenarztpraxen zu finden sind.
Als einer der bedeutenden Protagonisten dieser vergleichsweise jungen Wissenschaft wird Alfred Bielschowsky genannt, der Ende des 19. Jahrhunderts zusammen mit dem Physiologen Ewald Hering die Grundlagen für seine herausragenden wissenschaftlichen Leistungen auf dem Gebiet der Strabologie schuf, und die bis heute Gültigkeit besitzen. Die Verbreitung und Anerkennung der Strabologie in Deutschland als medizinisches Fachgebiet ab den 1950er Jahren ist im Wesentlichen Curt Cüppers zu verdanken.

## Bekannte Strabologen
| - Bruno Bagolini (1924–2010) - Alfred Bielschowsky (1871–1940) - Emilio C. Campos - Curt Cüppers (1910–1995) - Wilfried de Decker (1935–2010) | - Joachim Esser - Manfred Freigang (1927–1997) - Dieter Friedburg - Albrecht von Graefe (1828–1870) - Wolfgang Haase | - Volker Herzau - Herbert Kaufmann (* 1941) - Gerold Kolling - Guntram Kommerell (* 1935) - Joseph Lang | - Hermann Mühlendyck (* 1940) - Gunter von Noorden (1928–2017) - Peter Roggenkämper (* 1941) - Walter Rüßmann (* 1939) - Rudolf Sachsenweger (1916–2007) |